# Bella Cup

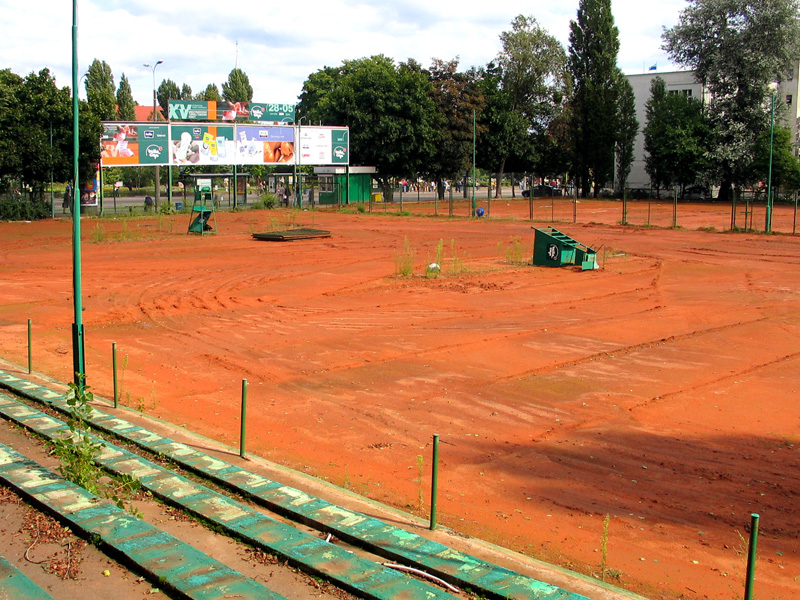
Nieistniejące Korty tenisowe Klubu Sportowego "Start - Wisła" w Toruniu, na których odbyło się 15 pierwszych edycji Bella Cup

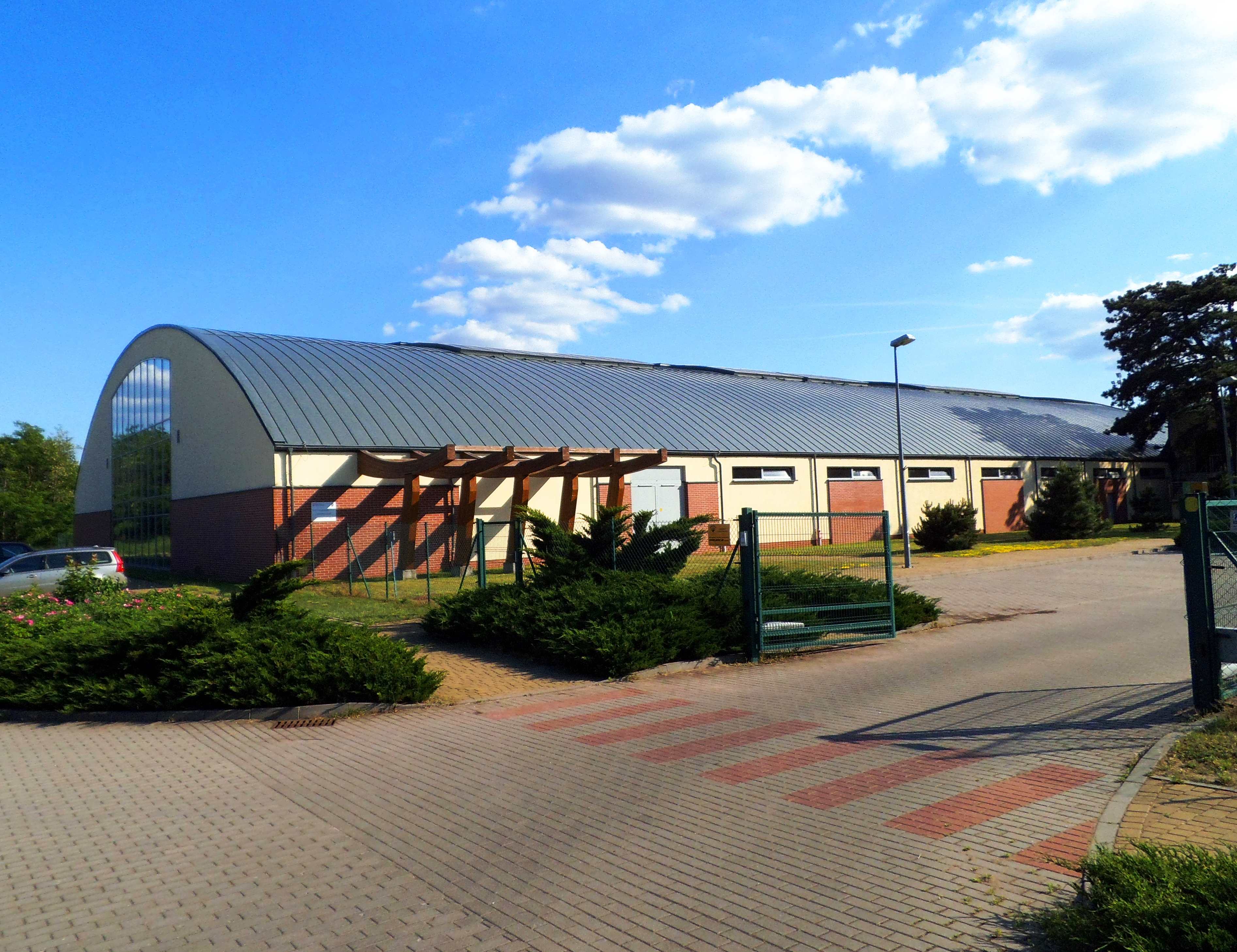
Hala tenisowa na terenie Centrum Sportowo-Rekreacyjnego w Toruniu

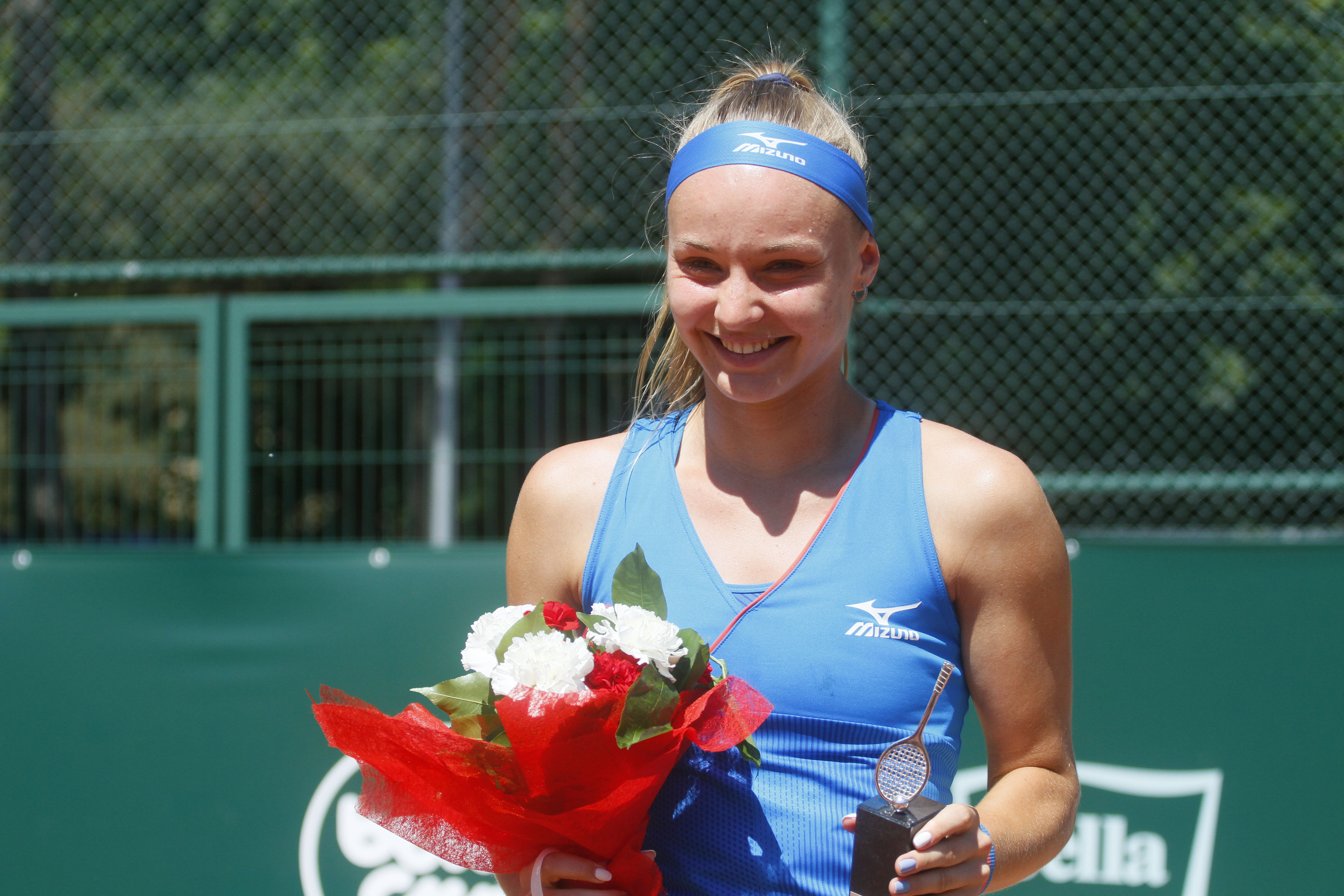
Zwyciężczyni gry pojedynczej z 2019 roku, Rebecca Šramková

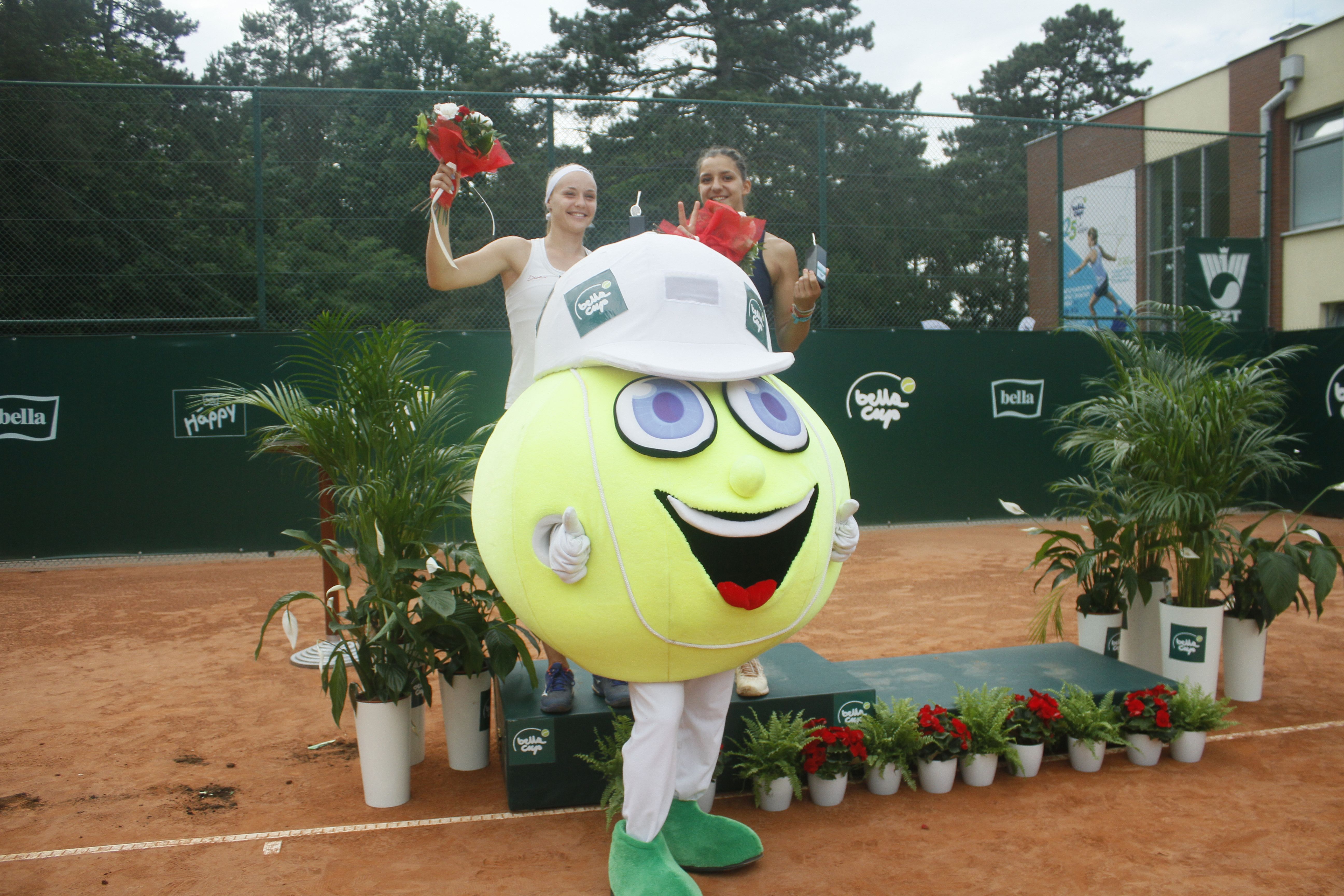
Zwyciężczynie gry podwójnej z 2019 roku, Rebecca Šramková i Rebeka Masarova

Bella Cup, właśc. Międzynarodowy Turniej Tenisowy Kobiet Bella Cup – międzynarodowy turniej tenisowy kobiet organizowany w Toruniu w ramach cyklu zawodowych turniejów Międzynarodowej Federacji Tenisowej – ITF Women’s World Tennis Tour.
Sponsorem generalnym Bella Cup od jego pierwszej edycji tj. od roku 1995 są Toruńskie Zakłady Materiałów Opatrunkowych. Dyrektorem turnieju jest Renata Sokołowska.

## Korty
Jest to najdłużej nieprzerwanie rozgrywany turniej kobiecy w Polsce. Pierwotnie (od roku 1995) organizowany był na kortach Klubu Sportowego Start-Wisła w Toruniu. W 2010 roku po raz pierwszy zawodniczki rozegrały turniejowe mecze w nowo otwartym Centrum Tenisowym MOSiR, mieszczącym się przy ul. Przy Skarpie 4 w Toruniu. Obiekt składa się z 10 kortów: 1 głównego, 4 turniejowych, 4 treningowych i kortu z nawierzchnią syntetyczną wraz ze ścianką treningową. Korty turniejowe mają nawierzchnię ceglaną i są zaopatrzone w trybuny z miejscami siedzącymi. W 2013 roku kompleks wzbogacono o halę tenisową.

## Pula nagród i punkty
W 2019 roku pula nagród wynosiła 60 000 dolarów amerykańskich wraz z gwarancją wyżywienia i zakwaterowania dla zawodniczek. W latach 1995–2002 pula wynosiła 10 000 dolarów, a w roku 2003 wzrosła do 25 000 USD dolarów. Od 2004 roku organizatorzy turnieju pokrywają koszty zakwaterowania, a od 2016 roku również wyżywienia zawodniczek.
Zwyciężczyni turnieju gry pojedynczej otrzymuje 100 punktów do rankingu WTA oraz 9142 dolarów. Zwyciężczynie turnieju gry podwójnej otrzymują 100 punktów do rankingu deblowego WTA oraz 3344 dolarów.
W grze pojedynczej pula nagród i przyznawane punkty prezentują się następująco:
| Runda            | Pieniądze ($) | Punkty (WTA) |
| Zwyciężczyni     | 9142          | 100          |
| Finalistka       | 4886          | 60           |
| Półfinalistka    | 2683          | 36           |
| Ćwierćfinalistka | 1543          | 18           |
| 2. runda         | 935           | 9            |
| 1. runda         | 557           | 1            |

W grze podwójnej pieniądze za daną rundę wypłacane są na parę, a punkty przypisywane są na osobę:
| Runda            | Pieniądze ($) | Punkty (WTA) |
| Zwyciężczynie    | 3344          | 100          |
| Finalistki       | 1672          | 60           |
| Półfinalistki    | 836           | 36           |
| Ćwierćfinalistki | 456           | 18           |
| 1. runda         | 304           | 1            |

## Rozgrywki
Turniej rozpoczyna się od eliminacji, w których występują 32 zawodniczki. Tyle samo rozpoczyna grę w turnieju głównym. W turnieju gry podwójnej gra 16 par deblowych. Organizatorzy turnieju co roku przyznają tzw. dzikie karty.

## Mecze finałowe

### gra pojedyncza
| Rok                  | Zwyciężczyni                                           | Finalistka                                             | Wynik                                                  |                                                        |
| 2020                 | Turniej nie był rozgrywany z powodu pandemii COVID-19. | Turniej nie był rozgrywany z powodu pandemii COVID-19. | Turniej nie był rozgrywany z powodu pandemii COVID-19. | Turniej nie był rozgrywany z powodu pandemii COVID-19. |
| 2019                 | Rebecca Šramková                                       | Marta Kostiuk                                          | 6:1, 6:2                                               |                                                        |
| ↑ ITF 60 000 $ ↑     |                                                        |                                                        |                                                        |                                                        |
| 2018                 | Barbora Krejčíková                                     | Rebecca Šramková                                       | 7:5, 6:1                                               |                                                        |
| 2017                 | Chantal Škamlová                                       | Miriam Kolodziejová                                    | 6:2, 4:6, 6:3                                          |                                                        |
| 2016                 | Izabełła Szinikowa                                     | Tadeja Majerič                                         | 7:5, 4:6, 6:2                                          |                                                        |
| 2015                 | Kristína Kučová                                        | Giulia Gatto-Monticone                                 | 4:6, 6:1, 6:4                                          |                                                        |
| 2014                 | Barbora Krejčíková                                     | Maria Sakari                                           | 6:4, 6:1                                               |                                                        |
| 2013                 | Paula Kania                                            | Katarzyna Piter                                        | 6:4, 6:4                                               |                                                        |
| 2012                 | Danka Kovinić                                          | Paula Kania                                            | 6:3, 4:6, 6:3                                          |                                                        |
| ↑ ITF 25 000 $ ↑     |                                                        |                                                        |                                                        |                                                        |
| 2011                 | Edina Gallovits-Hall                                   | Stéphanie Foretz Gacon                                 | 6:4, 6:3                                               |                                                        |
| ↑ ITF 50 000 $ + H ↑ |                                                        |                                                        |                                                        |                                                        |
| 2010                 | Ksienija Pierwak                                       | Magda Linette                                          | 6:4, 6:1                                               |                                                        |
| 2009                 | Oksana Kalasznikowa                                    | Ksienija Mileuska                                      | 3:6, 6:4, 6:2                                          |                                                        |
| 2008                 | Kaciaryna Dziehalewicz                                 | Dominika Nociarova                                     | 6:3, 2:6, 7:6(7)                                       |                                                        |
| 2007                 | Stefanie Vögele                                        | Alexandra Dulgheru                                     | 6:2, 4:6, 7:5                                          |                                                        |
| 2006                 | Andreja Klepač                                         | Joanna Sakowicz                                        | 6:0, 6:2                                               |                                                        |
| 2005                 | Ana Timotić                                            | Joanna Sakowicz                                        | 6:1, 6:2                                               |                                                        |
| 2004                 | Karolina Kosińska                                      | Magdalena Kiszczyńska                                  | 4:6, 7:5, 6:1                                          |                                                        |
| 2003                 | Marta Domachowska                                      | Anastasija Jakimawa                                    | 7:5, 3:6, 6:4                                          |                                                        |
| ↑ ITF 25 000 $ ↑     |                                                        |                                                        |                                                        |                                                        |
| 2002                 | Marija Korytcewa                                       | Jana Macurová                                          | 6:3, 6:0                                               |                                                        |
| 2001                 | Dominika Luzarová                                      | Petra Kučová                                           | 2:6, 6:2, 6:0                                          |                                                        |
| 2000                 | Zuzana Ondrášková                                      | Gabriela Navrátilová                                   | 6:0, 6:4                                               |                                                        |
| 1999                 | Petra Kučová                                           | Shelley Stephens                                       | 6:2, 6:4                                               |                                                        |
| 1998                 | Jana Macurová                                          | Cornelia Grunes                                        | 3:6, 6:4, 6:1                                          |                                                        |
| 1997                 | Annica Lindstedt                                       | Sylwia Rynarzewska                                     | 6:1, 6:0                                               |                                                        |
| 1996                 | Ewa Radzikowska                                        | Alina Tecșor                                           | 4:6, 6:2, 6:1                                          |                                                        |
| 1995                 |                                                        |                                                        |                                                        |                                                        |
| ↑ ITF 10 000 $ ↑     |                                                        |                                                        |                                                        |                                                        |

### gra podwójna
| Rok                  | Zwyciężczynie                                          | Finalistki                                             | Wynik                                                  |                                                        |
| 2020                 | Turniej nie był rozgrywany z powodu pandemii COVID-19. | Turniej nie był rozgrywany z powodu pandemii COVID-19. | Turniej nie był rozgrywany z powodu pandemii COVID-19. | Turniej nie był rozgrywany z powodu pandemii COVID-19. |
| 2019                 | Rebeka Masarova Rebecca Šramková                       | Robin Anderson Anhelina Kalinina                       | 6:4, 3:6, 10–4                                         |                                                        |
| ↑ ITF 60 000 $ ↑     |                                                        |                                                        |                                                        |                                                        |
| 2018                 | Katarzyna Kawa Maja Chwalińska                         | Albina Chabibulina Helene Scholsen                     | 6:1, 6:4                                               |                                                        |
| 2017                 | Wiera Łapko Anna Morgina                               | Miriam Kolodziejová Jesika Malečková                   | 6:2, 6:3                                               |                                                        |
| 2016                 | Irina Bara Walerija Sawinych                           | Akgul Amanmuradova Walentina Iwachnienko               | 6:3, 4:6, 10–7                                         |                                                        |
| 2015                 | Ekaterine Gorgodze Sopia Szapatawa                     | Magdalena Fręch Katharina Lehnert                      | 6:4, 6:4                                               |                                                        |
| 2014                 | Martina Borecká Martina Kubičíková                     | Hilda Melander Chantal Škamlová                        | 7:6(4), 6:2                                            |                                                        |
| 2013                 | Paula Kania Magda Linette                              | Julija Bejhelzimer Elena Bogdan                        | 6:2, 4:6, 10–5                                         |                                                        |
| 2012                 | Kateřina Kramperová Martina Kubičíková                 | Katarzyna Piter Barbara Sobaszkiewicz                  | 1:6, 6:3, 10–4                                         |                                                        |
| ↑ ITF 25 000 $ ↑     |                                                        |                                                        |                                                        |                                                        |
| 2011                 | Stéphanie Foretz Gacon Tatjana Malek                   | Edina Gallovits-Hall Andreja Klepač                    | 6:2, 7:5                                               |                                                        |
| ↑ ITF 50 000 $ + H ↑ |                                                        |                                                        |                                                        |                                                        |
| 2010                 | Teodora Mirčić Marija Mirkovic                         | Katarzyna Piter Barbara Sobaszkiewicz                  | 4:6, 6:2, 10–5                                         |                                                        |
| 2009                 | Julija Bejhelzimer Ksienija Mileuska                   | Karolina Kosińska Aleksandra Rosolska                  | 6:1, 6:4                                               |                                                        |
| 2008                 | Olga Brózda Magdalena Kiszczyńska                      | Mihaela Buzărnescu Anastasija Piwowarowa               | 4:6, 6:4, 10–2                                         |                                                        |
| 2007                 | Sandra Martinović Stefanie Vögele                      | Magdalena Kiszczyńska Natalia Kołat                    | 2:6, 6:4, 6:3                                          |                                                        |
| 2006                 | Kaciaryna Dziehalewicz Andreja Klepač                  | Edina Gallovits Lenka Tvarošková                       | 7:6(5), 6:4                                            |                                                        |
| 2005                 | Nadieżda Ostrowska Jewhenija Sawranśka                 | Zuzana Hejdová Joanna Sakowicz                         | 6:1, 7:5                                               |                                                        |
| 2004                 | Kira Nagy Gabriela Navrátilová                         | Angelique Kerber Marta Leśniak                         | 6:4, 7:6(2)                                            |                                                        |
| 2003                 | Olena Schmelzer Zuzana Hejdová                         | Mireille Dittmann Helena Ejeson                        | 6:3, 6:3                                               |                                                        |
| ↑ ITF 25 000 $ ↑     |                                                        |                                                        |                                                        |                                                        |
| 2002                 | Lenka Tvarošková Anna Żarska                           | Zuzana Černá Iveta Gerlová                             | 7:5, 4:6, 6:4                                          |                                                        |
| 2001                 | Petra Kučová Blanka Kumbarová                          | Gabriela Navrátilová Lenka Novotná                     | 7:6(5), 6:3                                            |                                                        |
| 2000                 | Iveta Benešová Lenka Novotná                           | Jana Macurová Gabriela Navrátilová                     | 6:1, 6:4                                               |                                                        |
| 1999                 | Petra Kučová Gabriela Navrátilová                      | Patrycja Bandurowska Vanessa Krauth                    | 6:4, 6:3                                               |                                                        |
| 1998                 | Olga Blahotová Jana Macurová                           | Gabriela Navrátilová Petra Plačková                    | 7:6, 6:0                                               |                                                        |
| 1997                 | Renata Kučerová Martina Suchá                          | Petra Kučová Lenka Zacharová                           | 6:3, 6:3                                               |                                                        |
| 1996                 | Jenny-Ann Fetch Nicole Oomens                          | Antonina Grib Anna Kazakevitch                         | 6:1, 6:4                                               |                                                        |
| 1995                 |                                                        |                                                        |                                                        |                                                        |
| ↑ ITF 10 000 $ ↑     |                                                        |                                                        |                                                        |                                                        |